# Miss Austria
Miss Austria este un concurs de frumusețe național care are loc anual și la care pot participa femei necăsătorite din Austria. Concursul a avut loc pentru prima oară în anul 1929, el fiind organizat de cotidianul s Neue Wiener Tagblatt. Din anul 1931 el a fost întrerupt din cauza războiului mondial. Începând cu anul 1958 concursul va continua să aibă loc, organizat de Erich Reindl, La sfârșitul anul 1980, fostul fotomodel, Lilo Hoffmann va iniția concursul Miss World Austria, iar câștigătoarele luau parte la concursul Miss World.

## Câștigătoare

### Miss Austria 1929 - 1931
| Anul | Miss Austria             | Landul     |
| ---- | ------------------------ | ---------- |
| 1929 | Lisl Goldarbeiter        | Viena      |
| 1930 | Ingeborg von Grienberger | Steiermark |
| 1931 | Hertha van Haentjens     | Viena      |

### Miss Austria din anul 1948

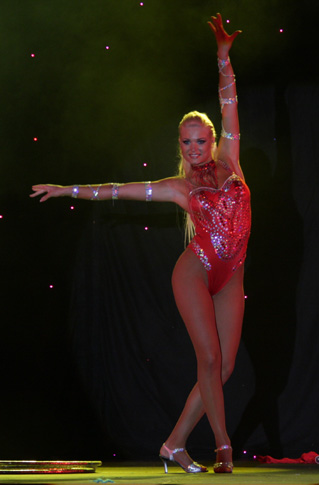
Kathrin Krafuss, Vice-Miss Austria 2008 și Miss World în același an

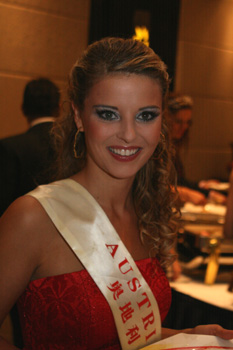
Christine Reiler, Miss Austria 2007

| Anul | Miss Austria                    | Landul             |
| ---- | ------------------------------- | ------------------ |
| 1948 | Ingrid Jonaszin                 | ?                  |
| 1949 | Nadja Tiller                    | Viena              |
| 1950 | Hanni Schall                    | Viena              |
| 1951 | ?                               | ?                  |
| 1952 | Inge Fröwis                     | Vorarlberg         |
| 1953 | Lore Felger                     | ?                  |
| 1954 | Sonja Sophie Waltraude Edelmann | Viena              |
| 1955 | Felicitas von Goebel            | Viena              |
| 1956 | Traudl Eichinger                | ?                  |
| 1957 | Elisabeth Schüblauer            | Viena              |
| 1958 | Hanni Ehrenstrasser             | Viena              |
| 1959 | Christl Spazier                 | Viena              |
| 1960 | Luise Kammermeier               | ?                  |
| 1961 | Dorli Lazek                     | ?                  |
| 1962 | Heidi Fischer                   | Viena              |
| 1963 | Erika Kammbach                  | ?                  |
| 1964 | Evi Rieck                       | ?                  |
| 1965 | Carin Schmidt                   | ?                  |
| 1966 | Brigitte Krüger                 | ?                  |
| 1967 | Christl Bartu                   | Vorarlberg         |
| 1968 | ?                               | ?                  |
| 1969 | Eva Rueber-Staier               | Steiermark         |
| 1970 | Elfriede Kurz                   | Austria Superioară |
| 1971 | Roswita Winkler                 | ?                  |
| 1972 | Ursula Bacher                   | Kärnten            |
| 1973 | Roswitha Kobald                 | Steiermark         |
| 1974 | Evelyn Engleder                 | Austria Superioară |
| 1975 | Rosemarie Holzschuh             | ?                  |
| 1976 | Heidi Passian                   | ?                  |
| 1977 | Eva Düringer                    | Vorarlberg         |
| 1978 | Doris Anwander                  | Vorarlberg         |
| 1979 | Karin Zorn                      | Steiermark         |
| 1980 | Helga Scheidl                   | ?                  |
| 1980 | Isabel Müller                   | Viena              |
| 1981 | Edda Schnell                    | ?                  |
| 1982 | Elisabeth Kawan                 | Steiermark         |
| 1983 | Mercedes Stermitz               | Steiermark         |
| 1984 | Michaela Nußbaumer              | Vorarlberg         |
| 1985 | Elfriede Heindl                 | Steiermark         |
| 1986 | Ulli Harb                       | Steiermark         |
| 1987 | Marielle Moosmann               | Vorarlberg         |
| 1988 | Sabine Grundner                 | Kärnten            |
| 1989 | Nicole Natter                   | Vorarlberg         |
| 1990 | Susanne Hausleitner             | Steiermark         |
| 1991 | Christine Heiss                 | Vorarlberg         |
| 1992 | Tamara Mock                     | Vorarlberg         |
| 1993 | Jutta Mirnig                    | Kärnten            |
| 1994 | Eva Medosch                     | Viena              |
| 1995 | Dagmar Perl                     | Steiermark         |
| 1996 | Sonja Horner                    | Austria Superioară |
| 1997 | Susanne Nagele                  | Tirol              |
| 1998 | Sabine Lindorfer                | Austria Superioară |
| 1999 | Sandra Kölbl                    | Vorarlberg         |
| 2000 | Patricia Kaiser                 | Austria Superioară |
| 2001 | Daniela Rockenschaub            | Austria Superioară |
| 2002 | Céline Roscheck                 | Austria Inferioară |
| 2003 | Tanja Duhovich                  | Viena              |
| 2004 | Silvia Hackl                    | Austria Superioară |
| 2005 | Isabella Stangl                 | Salzburg           |
| 2006 | Tatjana Batinic                 | Viena              |
| 2007 | Christine Reiler                | Austria Inferioară |
| 2008 | Marina Schneider                | Tirol              |
| 2009 | Anna Hammel                     | Austria Superioară |

### Miss World Austria 1986 - 1988
| Anul | Miss World Austria     | Landul     | Locul ocupat ca Miss World |
| ---- | ---------------------- | ---------- | -------------------------- |
| 1986 | Chantal Schreiber      | ?          | 3                          |
| 1987 | Ulla Weigerstorfer     | Steiermark | 1                          |
| 1988 | Alexandra Werbanschitz | ?          | Semifinală                 |

## Rezultate obținute la concursuri internaționale
| Miss World    | Miss World          | Miss World                      |
| ------------- | ------------------- | ------------------------------- |
| 1969          | Eva Rueber-Staier   |                                 |
| 1987          | Ulla Weigerstorfer  | Era pe locul 2 ca Miss Austria. |
| Miss Universe |                     |                                 |
| 1929          | Lisl Goldarbeiter   |                                 |
| Miss Europe   |                     |                                 |
| 1950          | Hanni Schall        |                                 |
| 1958          | Hanni Ehrenstrasser |                                 |
| 1959          | Christine Spazier   |                                 |
| 1978          | Eva Maria Düringer  |                                 |
| 1980          | Karin Zorn          |                                 |